# 楠梓區

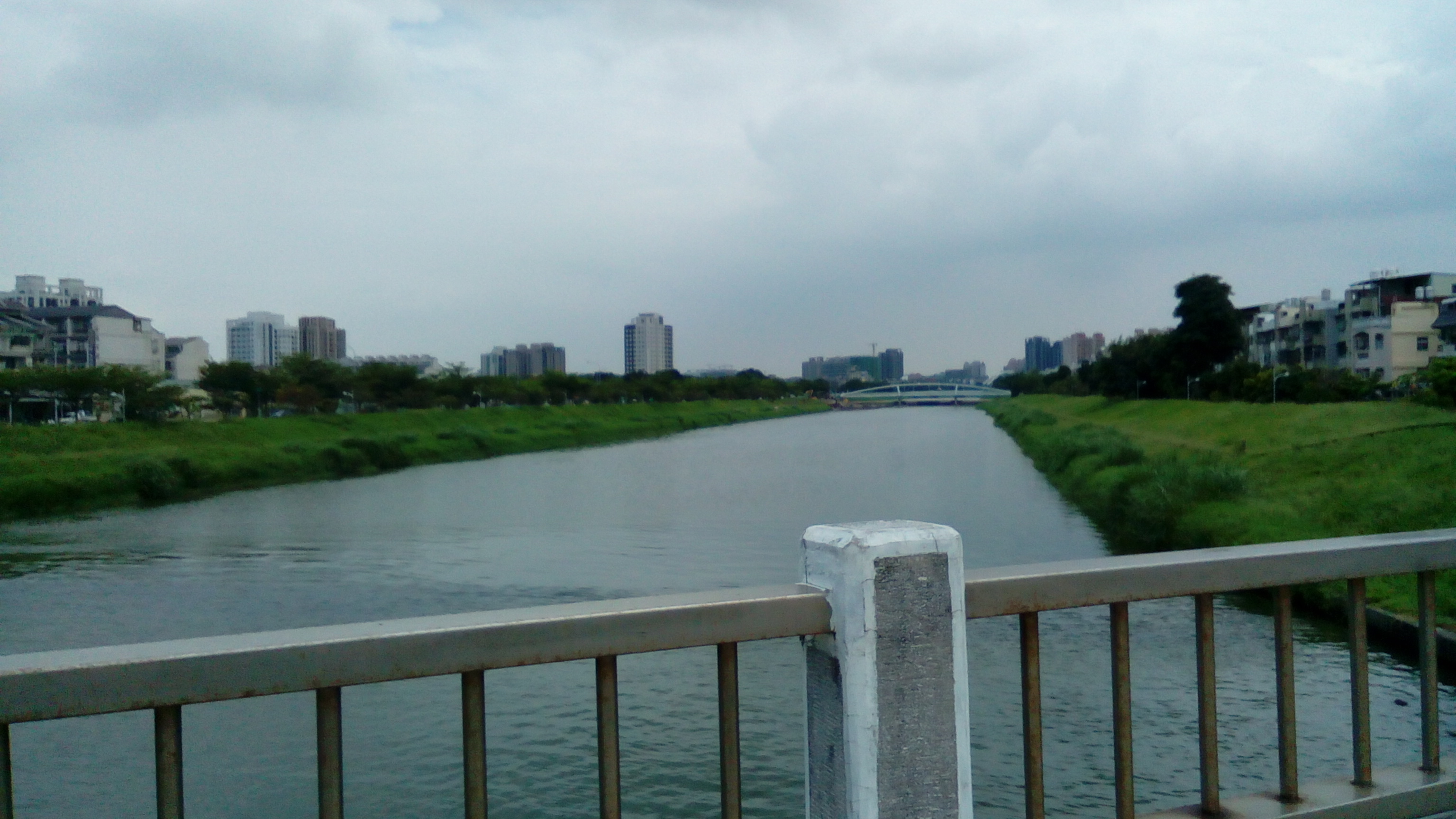
楠梓後勁溪(台17線)

楠梓區，舊稱「楠仔坑」，位於中華民國高雄市西南部，高雄市區最北端，為高雄高等行政法院、臺灣高雄少年及家事法院所在地。北臨梓官區、橋頭區及燕巢區，東臨仁武區、大社區，西濱台灣海峽，南接左營區。地處壽山、半屏山北麓，境內有楠梓溪（楠梓坑溪）、典寶溪及後勁溪流經。全境地勢大致平坦，氣候屬熱帶季風氣候，區內人口約19.4萬人，是高雄市人口第四大區。
早期因有煉油廠與加工區的設立，使其成為北高雄的工商業核心地帶之一，且因數間大專院校的設立，大量的大學人口也成為楠梓區商圈的發展及消費來源，後隨交通建設的發展，也同時帶動大量住宅建案與大賣場的進駐，區內形成以楠仔坑（車站一帶）、右昌、後勁、翠屏（德賢路至惠民路一帶）四區為主的商業活動聚集區。而在2010年代後，隨著地方政府輔助帶動產業轉型，促進楠梓區的加工產業逐漸轉型成為科技產業。

## 歷史
楠梓區，臺語傳統地名不同於華語漢字，而是稱Lâm-á-kheⁿ，曾經表記作「南馬坑」、「楠仔坑」、「南仔坑」、「楠梓坑」，指「楠梓橋」至「興楠橋」一帶，地勢低窪。Lâm-á是台語中形容低地之說法，如鳥松區之坔埔（湳埔）、南投縣名間鄉（湳仔埔）、臺北市士林區「湳雅」（湳仔）、新北市板橋區湳興里、雲林縣虎尾鎮各有一處稱作湳仔、桃園市八德區「大湳」等。後因改寫為「楠仔坑」、「楠梓坑」，而有溪畔遍植楠木（即柟木）望文生義之說。自明鄭時期開始漸有閩南泉州、漳州一帶移民來此開墾，至清領時期漸成聚落。
日治初期在此處為臺南廳下轄的「楠仔坑支廳」（1906年改名楠梓坑支廳），今之楠梓區範圍約分屬楠仔坑支廳下轄的楠仔坑區（1906年改名楠梓坑區）西側（今楠梓）、後勁區北側（今後勁）、仕隆區西南側（今右昌）。1920年台灣地方改制，實行五州三廳制，行政區重劃，本區西側（右昌一帶）被劃入新設立的高雄州高雄郡左營，東側（楠梓、後勁一帶）則屬新設置的「楠梓」（なんす）南側（北側則屬今之橋頭、燕巢西側）。
自1894之鳳山縣采冊，就已經出現「楠梓坑」一詞。而不加「坑」字之「楠梓」是日本大正九年市區改正時，所訂下之「楠梓」之街庄名。
1924年高雄郡高雄街升格為高雄市，併入周圍的一些街庄的大字，高雄郡因此被廢，楠梓庄、左營庄改歸岡山郡；1940年左營庄併入高雄市，今楠梓區的右昌地區於此時併入；1943年廢楠梓庄，楠梓庄的楠梓、土庫、後勁三個大字劃入高雄市，其餘（今之橋頭）併入岡山街（今岡山、橋頭）。戰後將後勁設為高雄市後勁區，右沖（別名右昌）、援中港、下塩田等大字整併為右沖區，楠梓、土庫兩大字整併為楠梓區。
1945年經過多次整併，高雄市的區大幅減少，1946年高雄市減為十區，右沖區、後勁區、楠梓區合併為楠梓區，並併入左營區的下蚵仔寮（後勁溪出海口、援中港西側一帶）。現今一般習慣將楠梓區分為楠梓、後勁、右昌三大聚落。
雖然今書面文多以「楠梓」稱此地，但臺灣話口語仍沿用舊稱「楠仔坑」（白話字：Lâm-á-kheⁿ），例如台鐵鐵路列車中播音即據此。（曾經易以以楠梓之訓讀音，後又恢復「楠仔坑」原稱。）
明鄭永曆十六年（公元1661年），設萬年縣，駐兵分布為前、後、左、右、中，五「衝鎮」，其中前為「前鋒」，後為「後勁」，左為「左營」，右為「右衝」（「右沖」、「右昌」），中為「中權」。右昌及後勁之地名則由地而來。

## 人口
根據高雄市政府民政局統計，2023年底楠梓區戶數約8.2萬戶，人口約19.4萬人，區內人口最多與最少的里分別是清豐里與宏南里，2023年底兩里人口分別為28,455人與757人，其中清豐里也是全臺灣人口第七大村里，其它區內人口較多的里包括翠屏里、藍田、加昌里。2024年底時，楠梓區人口中0到14歲人口佔比13.95%，15到64歲人口佔比70.37%，65歲以上人口則佔比15.68%，老化指數約為112.36%，是高雄市區人口老化程度最低的行政區。

## 區政組織
楠梓區公所是高雄市政府在楠梓區的派出機關，在中華民國政府架構中為市政府綜理區政的執行機關，上級業務監督機關為高雄市政府。区长由市長任命，其任期為無任期保障。在區長及主任秘書之下，設有4課4室等8個內部單位。

## 行政區劃
- 楠梓地區：日治時期為「楠梓」、「土庫」二個大字，目前共包括八里。
  - 楠梓：古稱楠仔坑。
    - 街仔：清代觀音里一百零八庄之一之楠仔坑街，五常里西部（媽祖廟後至楠梓橋的部分）、東寧里（主要是楠梓東街，一部分析出至後來成立之享平里）、享平里部分。最狹義之楠仔坑（街）。除了楠梓天后宮外，部分以代天府、東門王爺廟為信仰中心。楠梓興起於起源於舖舍制度。是古時台灣府城之南路，即通往與鳳山縣治之間的公文傳遞之中繼站之一，康熙58年（1719）崛起為「楠梓坑街」。《鳳山縣志》：「東屬觀音山庄，西屬仁壽里」。《重修鳳山縣志》：「楠仔坑街，在仁壽里，為觀音山 、阿猴林要地」。《鳳山縣采訪冊》載：「楠梓坑街，在觀音里，縣北二十里，逐日為市。」地名俚語：「三山歸一坑、前街透後巷」（三山指旗山、鳳山、岡山，一坑是楠仔坑）是指楠仔坑在大高雄地區之交通、位置之重要性。
      - 楠梓舊街（街道名）及鹹瓜仔巷：楠梓舊街是整個楠梓坑街之起源地，跨越楠梓坑溪處，有楠梓橋。楠梓舊街（街道名）乃至鹹瓜仔巷（即興楠橫巷）是最古老初期發展之街市，後往北發展至楠梓東街。
      - 楠梓橋，古稱楠仔坑橋、大橋。橋頭立著三座重修石碑：乾隆39年，道光8年、光緒14年。旁有南無阿彌陀佛石碑、溪底公祠（對聯「溪岸有神人供奉；底水無濁民平安。」）
      - 舊街仔：楠梓東街（街道名）。由天后宮後方之鹹瓜仔巷一路發展而來。然後因為腹地飽滿，市中心移動至中街仔。
      - 中街仔：現楠梓路（街道名）媽祖廟至派出所段，不含旗楠路以北。繼楠梓東街後成鬧區。（之後鬧區發展為站前建楠路，再來是楠梓新路。）
      - 楠和宮：即楠梓天后宮，所在地現為屬五常里。楠仔坑之大廟，位於楠梓路1號，二進式、兼有左右護龍。正殿為媽祖後殿供奉釋迦牟尼佛及觀音佛祖等。民國80年間更名為「楠梓天后宮」。經高雄市古蹟委員會的實勘審議，成為高雄市第22個古蹟、為三級古蹟。

    - 外埔：清代觀音里一百零八庄之一之外埔庄，現屬五常里、及享平里成立時析出的部分。除了楠梓天后宮外，目前以福德宮為信仰中心。鄰接大社。日治初期，外埔及中埔二庄一同併入楠梓坑街。庄心位於興楠社區。
      - 高雄高等行政法院及臺灣高雄少年及家事法院

    - 中埔：清代觀音里一百零八庄之一之中埔庄，現中陽里，以中埔代天府為信仰中心。鬧區為楠都市場，及站前建楠路。日治初期，外埔及中埔二庄一同併入楠梓坑街。
    - 青埔：青仔埔、菁仔埔。傳統地名是指楠仔坑至橋仔頭（以楠梓溪為界）之間一片廣播之荒蕪地，清領時期仁壽里五十七庄之一之青埔庄，實際上青埔庄之中心是在橋頭區之新庄里、橋南里，高捷青埔站位於橋頭區，車上廣播發音少了一個音節。楠梓區目前所轄是該庄南端部分，清代就已成為楠梓坑街之一部分，《鳳山縣志》：「東屬觀音山莊，西屬仁壽里」。本區包括惠民里、惠楠里、惠豐里，三個里名為「惠」字頭之里，早期台南州北門郡所遷入開墾之農，結成「車頭寮」社區，後外來人口另結成「伍佰戶」社區。有極大之部分後來被台糖公司作為蔗田，後來西菁埔垃圾掩埋場改建為都會公園。
      - 惠民里：此地區三里，光復後先為惠民里，民國68年底，縱貫鐵路以東（站前）劃為惠楠里（東青埔，餘稱西青埔），民國79年高楠公路（省道1號，縱貫公路於於楠梓段之稱呼）以西劃出惠豐里。
        - 車頭寮仔：又稱移民寮，由台南州北門郡西港庄黃見智等人率領25戶牛車隊遷入，以為橋頭糖廠提供甘蔗運送及承租糖廠土地耕種之方式維生。

      - 惠楠里（東菁埔）：台鐵縱貫線以東、楠梓車站前，至楠梓溪旁，主要鬧區是站前至楠梓新路一帶。
      - 惠豐里：高楠公路以西部分。原西菁埔垃圾掩埋場舊址已改建為高雄都會公園，設有都會公園站

  - 土庫：分為土庫窟、芎蕉腳二庄，清領時期觀音里一百零八庄的其中二個。全屬清豐里。
    - 土庫窟：土庫即穀倉。穀倉北部稱「穀亭」，南部稱「土庫」，大致為典寶溪以南之部分。以清福寺為信仰中心。
    - 芎蕉腳：意指蕉林下的聚落，大致為典寶溪以北之部分。以亙古堂為信仰中心。

- 後勁地區：日治時期為「後勁」大字及「月眉」小字。
  - 後勁：
    - 核心地區：錦屏里、玉屏里、金田里、稔田里、瑞屏里、翠屏里。
    - 加昌里依1924年至1945年之行政區劃原屬後勁，但依鄰近右昌部落外圍，又被加工區隔開，現多依附右昌為生活圈，但加昌里仍為後勁國中學區。
    - 日治時期為日本海軍第六燃料廠及日本海軍軍官宿舍、後併入左營區之星初里（雅化自「新厝」）及整個中油煉油廠：宏南里、宏毅里、宏榮里，現行行政上屬後勁。
    - 月眉：主要是現在煉油廠廠區。清代，以五叉巷為界，北屬後勁，南屬月眉。

- 右昌地區：日治時期本屬左營庄「右沖」、「下蚵子寮」、「下鹽田」及「援中港」等大字，戰後劃入楠梓區，行政上多歸屬右昌活動。
  - 右沖（今稱右昌）：包含「苦瓜寮」小字。
    - 右昌舊部落：廣昌里、久昌里、大昌里、福昌里、泰昌里、興昌里、建昌里、宏昌里、和昌里、慶昌里、隆昌里、秀昌里、裕昌里、國昌里、仁昌里、盛昌里
    - 加昌里：依1924年至1945年之行政區劃原屬後勁，但依鄰近右昌部落外圍，又被加工區隔開，現多依附右昌為生活圈。
    - 左營區莒光里（後分出光輝里）為本區莒光國小學區，屬右昌生活圈。

  - 下鹽田：日治時期本屬左營庄「下鹽田」大字。現藍田里，過去與屬橋頭區之上鹽田合稱鹽田庄，縣市分家後，現行行政上屬右昌。
  - 援中港：日治時期本屬左營庄「援中港」大字。現中興里、中和里及盛昌里大部分。本稱萬丹港、灣中港。日治時期簡化為「援中港」。原為灣內港口、昔草潭埤之出海口。
  - 下蚵仔寮：原蚵仔寮大字，內有頂蚵仔寮及下蚵仔竂兩個小字。明治43年大浪侵蝕，使得彌陀庄下蚵仔寮大部分居民（150戶中的80餘戶），遷入援中港地區。大正9年，原彌陀庄蚵仔竂，改稱頂蚵仔寮大字；下蚵仔寮改隸左營庄）。約現中和里、盛昌里的西側範圍，戰後初期原屬左營區。

| 楠梓區行政區劃 |
|                |

三種顏色代表楠梓三大次分區：楠梓、後勁、右昌，共有37里。
| [ 10 ]      | 里名   | 面積km2 |
| 右 昌 地 區 |        |         |
| ----------- | ------ | ------- |
| 右 昌 地 區 | 久昌里 | 0.1032  |
| 右 昌 地 區 | 大昌里 | 0.4150  |
| 右 昌 地 區 | 中和里 | 3.2110  |
| 右 昌 地 區 | 中興里 | 0.1845  |
| 右 昌 地 區 | 仁昌里 | 0.1552  |
| 右 昌 地 區 | 加昌里 | 0.4234  |
| 右 昌 地 區 | 宏昌里 | 0.3282  |
| 右 昌 地 區 | 秀昌里 | 0.1123  |
| 右 昌 地 區 | 和昌里 | 0.0741  |
| 右 昌 地 區 | 建昌里 | 0.2531  |
| 右 昌 地 區 | 泰昌里 | 0.0992  |
| 右 昌 地 區 | 國昌   | 0.3012  |
| 右 昌 地 區 | 盛昌里 | 3.1686  |
| 右 昌 地 區 | 隆昌里 | 0.1443  |
| 右 昌 地 區 | 裕昌里 | 0.2429  |
| 右 昌 地 區 | 福昌里 | 0.1556  |
| 右 昌 地 區 | 廣昌里 | 0.1960  |
| 右 昌 地 區 | 慶昌里 | 0.1464  |
| 右 昌 地 區 | 興昌里 | 0.2819  |
| 右 昌 地 區 | 藍田   | 2.4649  |
| 後 勁 地 區 |        |         |
| 玉屏里      | 0.2119 |         |
| 宏南里      | 3.6353 |         |
| 宏榮里      | 0.6441 |         |
| 宏毅里      | 0.2973 |         |
| 金田        | 0.4866 |         |
| 瑞屏里      | 1.3893 |         |
| 稔田        | 1.1588 |         |
| 翠屏里      | 0.8399 |         |
| 錦屏里      | 0.2286 |         |
| 楠 梓 地 區 |        |         |
| 中陽里      | 0.6030 |         |
| 五常里      | 0.7921 |         |
| 享平里      | 0.1613 |         |
| 東寧里      | 0.5810 |         |
| 清豐里      | 2.6971 |         |
| 惠民里      | 0.4579 |         |
| 惠楠里      | 0.1382 |         |
| 惠豐里      | 1.0415 |         |
| 計          | 37里   | 27.8249 |

## 經濟

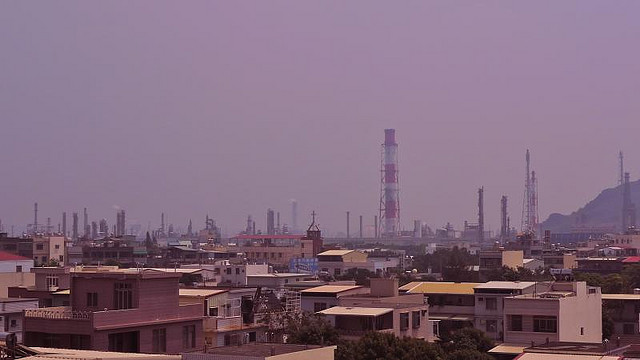
高雄煉油廠（2009年）

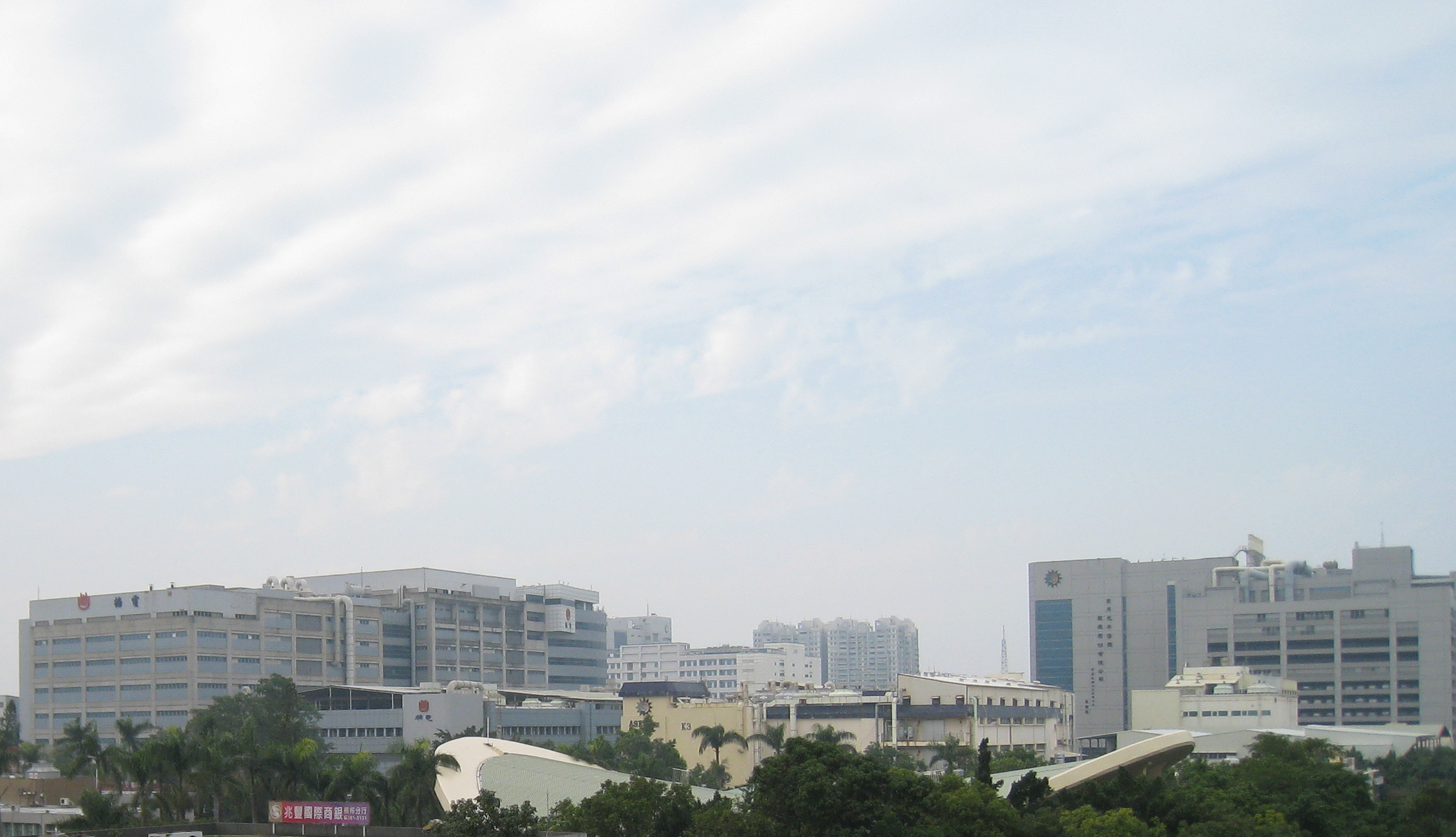
楠梓科技產業園區

楠梓區的經濟產業以工商業為主，早期因有高雄煉油廠與楠梓加工出口區（今楠梓科技產業園區），帶動楠梓區的經濟發展及人口流入。之後由於加工業的衰退，造成廠商大幅遷出與區域、人口發展停滯。
直至2010年代隨著地方政府輔助產業轉型，加工區轉型為科技產業並規劃楠梓第二園區，再度促使廠商進駐、就業機會及人口移入。而在2020年代後因應煉油廠的關廠，將部分廠區轉型成為南科楠梓園區。

## 交通

### 鐵路

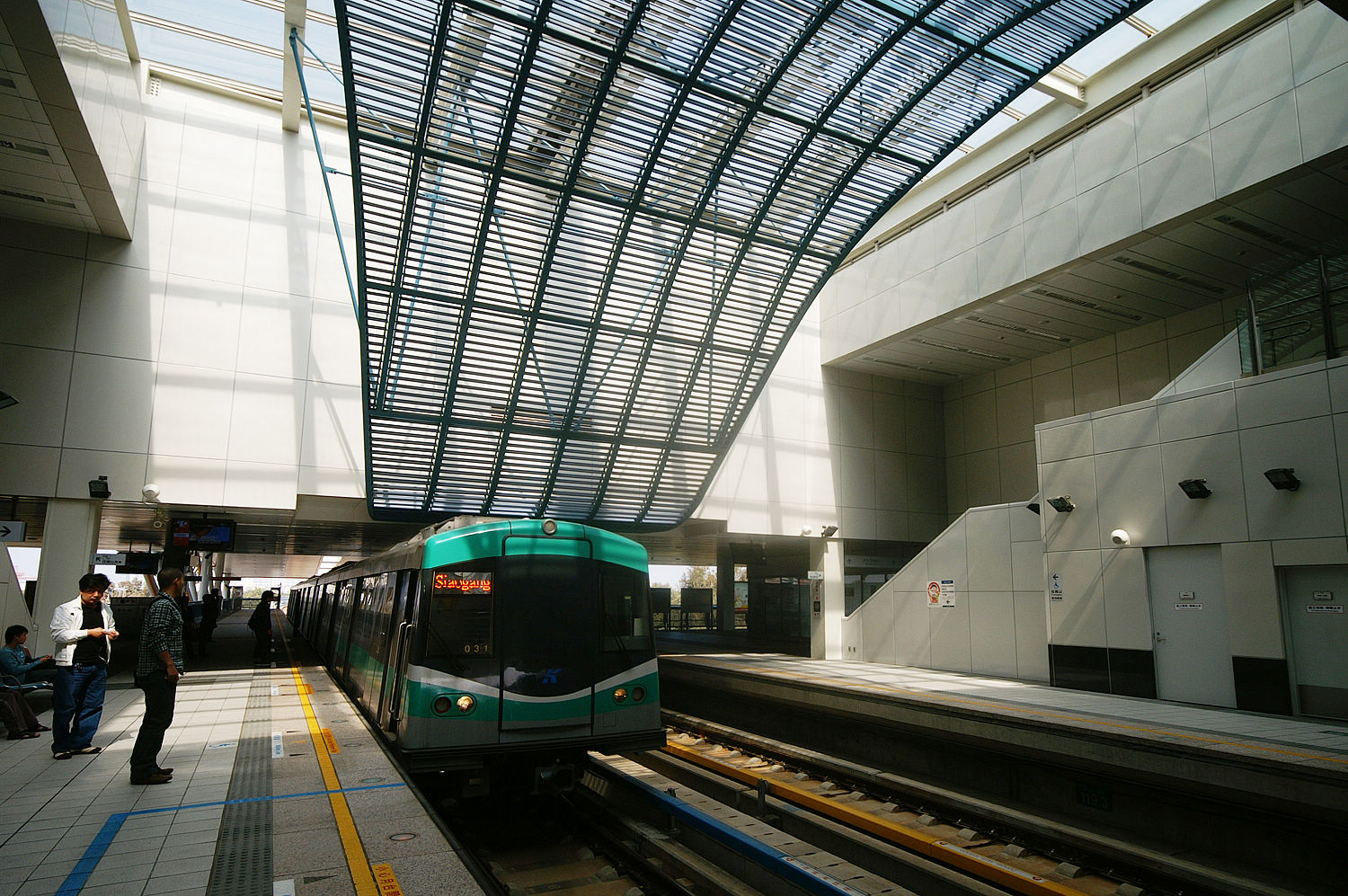
捷運油廠國小站

火車
- 臺灣鐵路公司縱貫線
  - 楠梓車站

捷運
- █ 高雄捷運紅線
  - 都會公園站
  - 後勁站
  - 楠梓科技園區站
  - 油廠國小站
  - 世運站

### 公車客運
- 港都客運
  - 6：左營南站－大社萬金路
  - 7：加昌站－國立高雄師範大學(燕巢校區)
  - 29：左營南站－楠梓區公所
  - 39：加昌站－高雄榮民總醫院（經右昌地區）
  - 205中華幹線：加昌站－前鎮夢時代（經右昌地區）
  - 217：加昌站－鳥松區公所（經加昌路）
  - 218內惟幹線：加昌站－臺鐵高雄站（經加昌路）
  - 219：加昌站－捷運鹽埕埔站（經加昌路、後昌路）
  - 245：加昌站－臺鐵新左營站（經高雄大學地區）
  - 紅57：東六街口－創意南路（經楠梓科技產業園區）
  - 紅57區：捷運楠梓加工區站－捷運楠梓加工區站（單循環路線）
  - 紅71C：加昌站－捷運南岡山站（經捷運橋頭火車站）

- 南台灣客運
  - 28：加昌站－臺鐵高雄站（經後勁地區、楠梓火車站地區）
  - 301：加昌站－臺鐵高雄站（經德民路.後勁地區）
  - 紅53梓官幹線-主線：台鐵新左營站－梓官蚵仔寮（經右昌地區）
  - 紅53梓官幹線-副線：台鐵新左營站－梓官蚵仔寮（經右昌地區、高雄大學地區）
  - 紅53梓官幹線-區間：台鐵新左營站－援中國小（經右昌地區）
  - 紅56：捷運楠梓加工區站－國立高雄大學
  - 紅58：捷運都會公園站－國立高雄科技大學（第一校區）－燕巢區公所
  - 紅60：高鐵左營站－仁武－大社－加昌站

- 高雄客運
  - 97：捷運都會公園－楠梓－樹德科技大學
  - 98：捷運楠梓加工區站－橋頭地方法院－捷運青埔站
  - 224：高客楠梓站－大社－歷史博物館(大公路)
  - 8015：岡山轉運站－海青工商（經右昌地區）'
  - 8017：岡山轉運站－臺鐵新左營站（經高雄大學地區、右昌地區）
  - 8021：高客鳳山站－彌陀國小（經高雄大學地區、右昌地區）
  - 8023：高客建國站－高客旗山北站（經楠梓站）
  - 8041C：高客鳳山站－高客茄萣站（經監理處站.楠梓陸橋站、煉油廠站）
  - 8043：臺鐵高雄站－高客茄萣站（經高雄大學地區、右昌地區）
  - 8046A：高鐵左營站－文藻外語大學－台1線－臺鐵台南站（經監理處站、楠梓陸橋站、煉油廠站）
  - 8046B：高鐵左營站－台1線－臺鐵台南站（經監理處站、楠梓陸橋站、煉油廠站）
  - 8048：捷運都會公園站－屏東轉運站
  - 8049：田寮崗山頭－高客鳳山站（經高雄科技大學第一校區站、楠梓國中站）

- 義大客運
  - 8506：岡山轉運站－義大世界（經臺鐵楠梓站）

### 公路
高速公路
- 國道一號（中山高速公路）
  - 楠梓交流道

快速公路
- 台61線（規畫中）
  - 楠海路交流道

省道
- 台1線：高楠公路

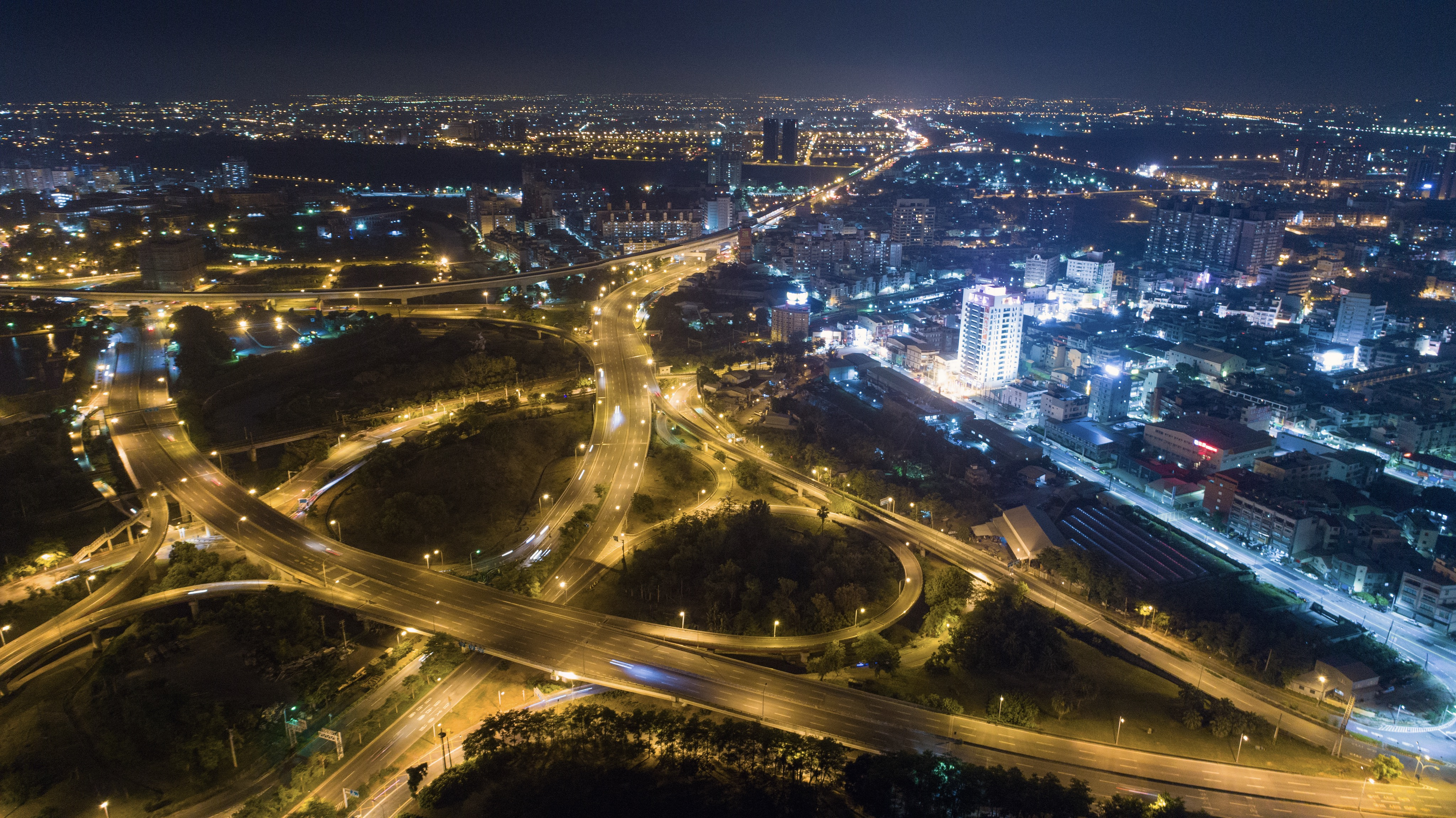
楠梓陸橋與楠陽高架橋夜景

- 台17線：德中路、右昌街、後昌路、左楠路
- 台22線：旗楠路

市道
- 市道183號：楠梓路、鳳楠路

## 教育

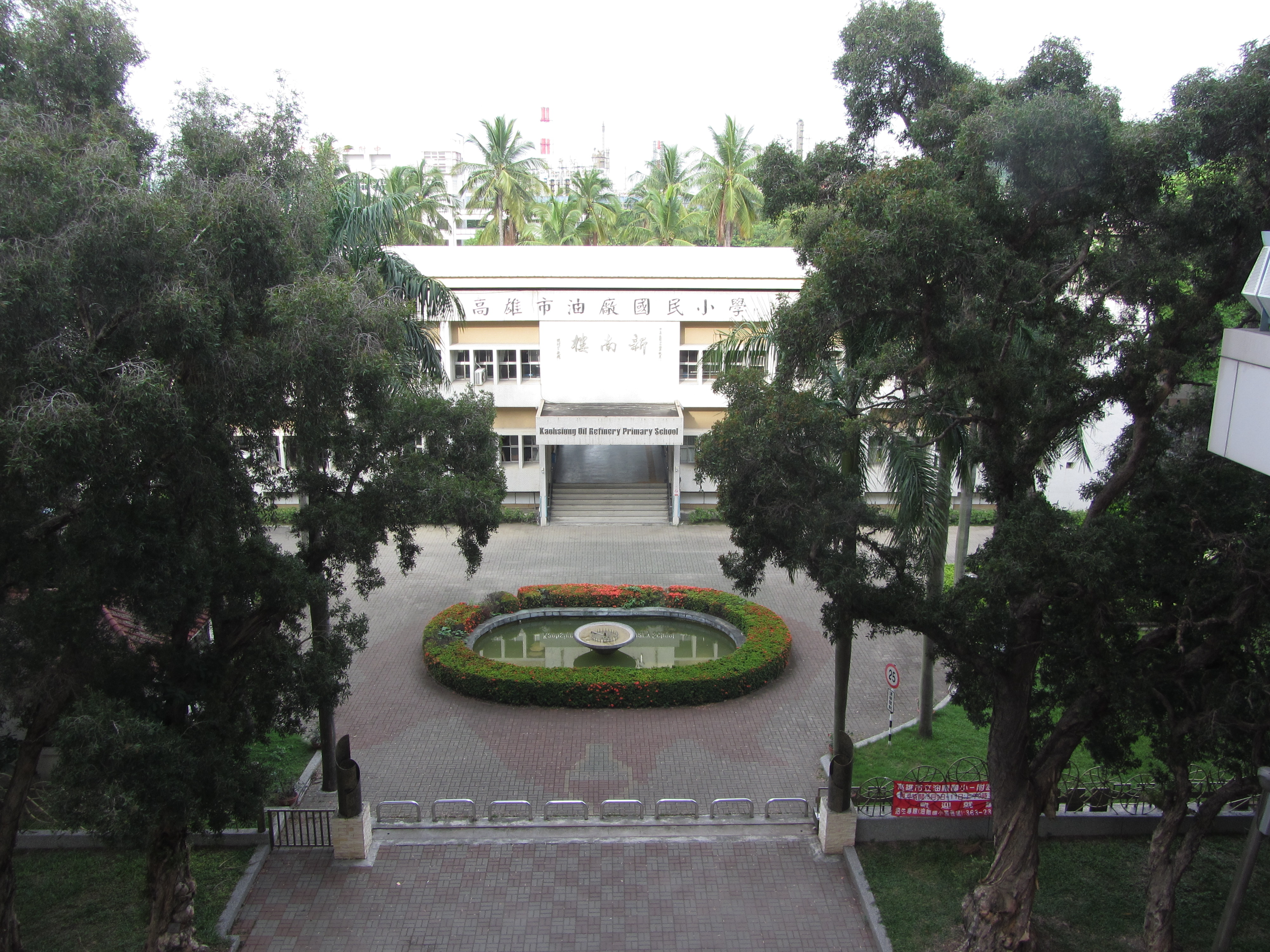
油廠國民小學

### 大專院校
- 國立高雄大學
- 國立高雄科技大學第一校區
- 國立高雄科技大學楠梓校區

### 高級中等學校
- 高雄市立楠梓高級中學
- 高雄市立中山高級中學
- 國立中山大學附屬國光高級中學

### 國民中學
- 高雄市立楠梓國民中學
- 高雄市立右昌國民中學
- 國立中山大學附屬國光高級中學國中部（私立國光國民中學改制）
- 高雄市立後勁國民中學（原高雄市立和平國民中學）
- 高雄市立國昌國民中學
- 高雄市立翠屏國民中小學國中部
- 國立高科實驗高級中學國中部（暫借右昌國中教室）

### 國民小學
- 高雄市楠梓區楠梓國民小學（楠子坑）
- 高雄市楠梓區楠陽國民小學（楠子坑）
- 高雄市楠梓區後勁國民小學（原高雄市立和平國民小學）（後勁）
- 高雄市楠梓區翠屏國民中小學國小部（後勁）
- 高雄市楠梓區油廠國民小學（後勁）
- 高雄市楠梓區右昌國民小學（右昌）
- 高雄市楠梓區加昌國民小學（右昌）
- 高雄市楠梓區莒光國民小學（右昌）
- 高雄市楠梓區援中國民小學（援中港）
- 國立高科實驗高級中學國小部（暫借右昌國中教室）

### 特殊教育
- 高雄市立楠梓特殊學校

## 政府機關

### 中央政府
- 高雄高等行政法院
- 臺灣高雄少年及家事法院
- 交通部公路局高雄市區監理所
- 內政部國家公園署海洋國家公園管理處
- 財政部高雄國税局楠梓稽徵所
- 經濟部產業園區管理局
  - 從業員工服務中心
- 衛生福利部社會及家庭署南區兒童之家

### 地方政府
- 高雄市楠梓區行政中心
  - 高雄市楠梓區公所
  - 高雄市西區稅捐稽徵處楠梓分處
  - 高雄市政府民政局楠梓戶政事務所
  - 高雄市政府地政局楠梓地政事務所
- 高雄市政府警察局楠梓分局
  - 交通隊
  - 偵查隊
  - 加昌派出所
  - 右昌派出所
  - 楠梓派出所
  - 後勁派出所
  - 翠屏派出所
- 高雄市政府消防局
  - 右昌消防分隊
  - 楠梓消防分隊
- 高雄市政府環境保護局楠梓區清潔隊

## 市場/購物廣場

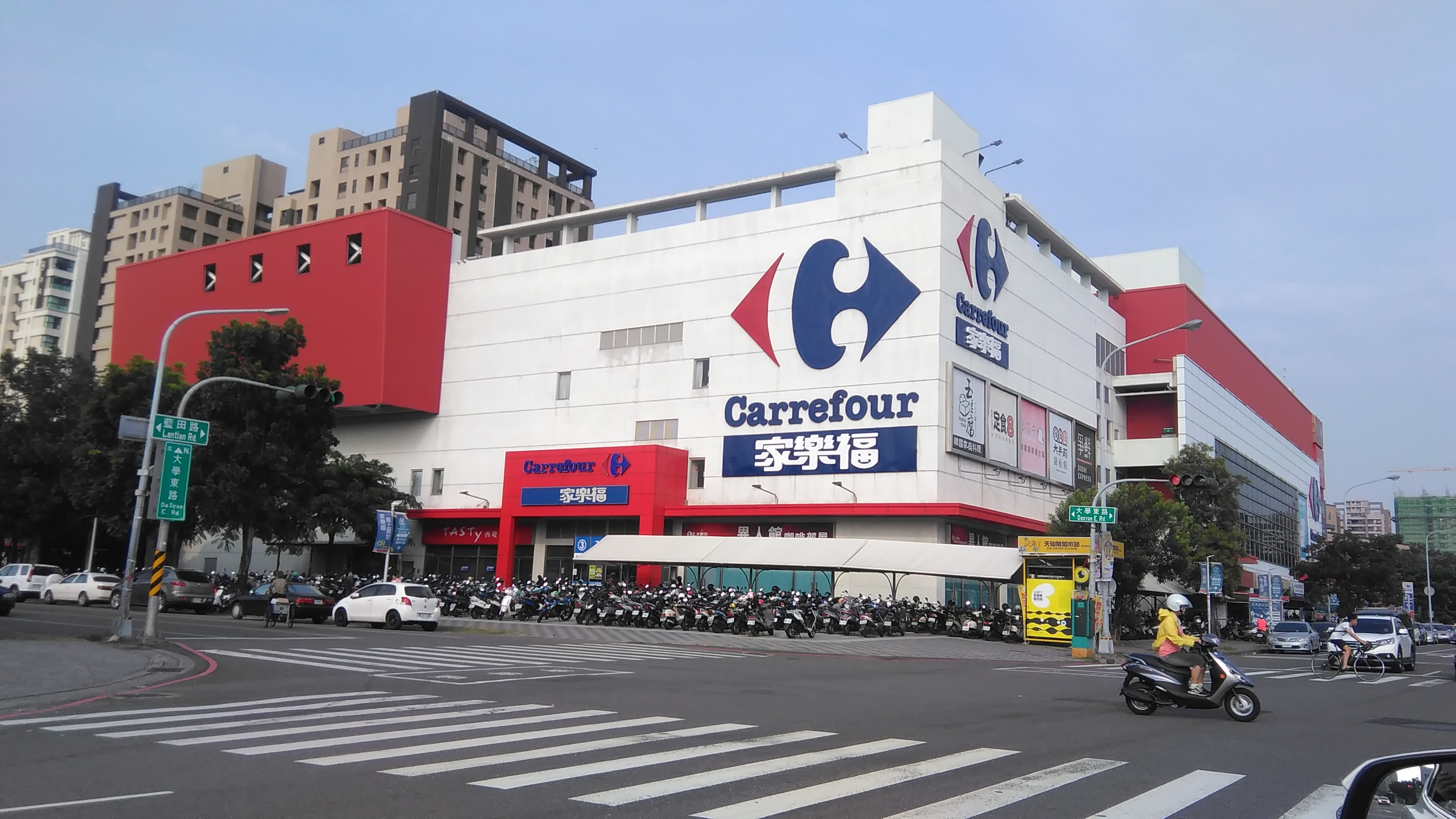
家樂福楠梓店

市場
- 楠梓第一公有市場
- 德民黃昏市場

大賣場
- 家樂福：楠梓店、新楠店

運動健身房及運動用品賣場
- 迪卡儂：楠梓店（位於家樂福新楠店）
- 健身工廠 : 楠梓廠
- 世界健身俱樂部 : 楠梓店

## 醫療
- 健仁醫院
- 右昌聯合醫院

## 社教藝文館
- 圖書館右昌分館
- 圖書館翠屏分館（翠屏里活動中心）
- 圖書館楠仔坑分館
- 後勁活動中心
- 藍約翰創作紀念館
- 右昌游泳池
- 中油游泳池
- 楠梓游泳池
- 都會公園游泳池
- 楠梓射擊場
- 楠梓自由車場
- 楠梓射箭場
- 後勁文物館

## 旅遊、踏青
- 高雄都會公園
- 馳騖寰宇
- 援中港
- 援中港濕地公園
- 右昌森林公園
- 世運主場館
- 後勁溪
- 益群橋
- 臺糖花卉休閒中心
- 國立高雄大學生態池
- 國立高雄科技大學第一校區生態池
- 半屏山自然公園
- 七號公園

## 宗教信仰

#### 楠仔坑（楠梓）地區

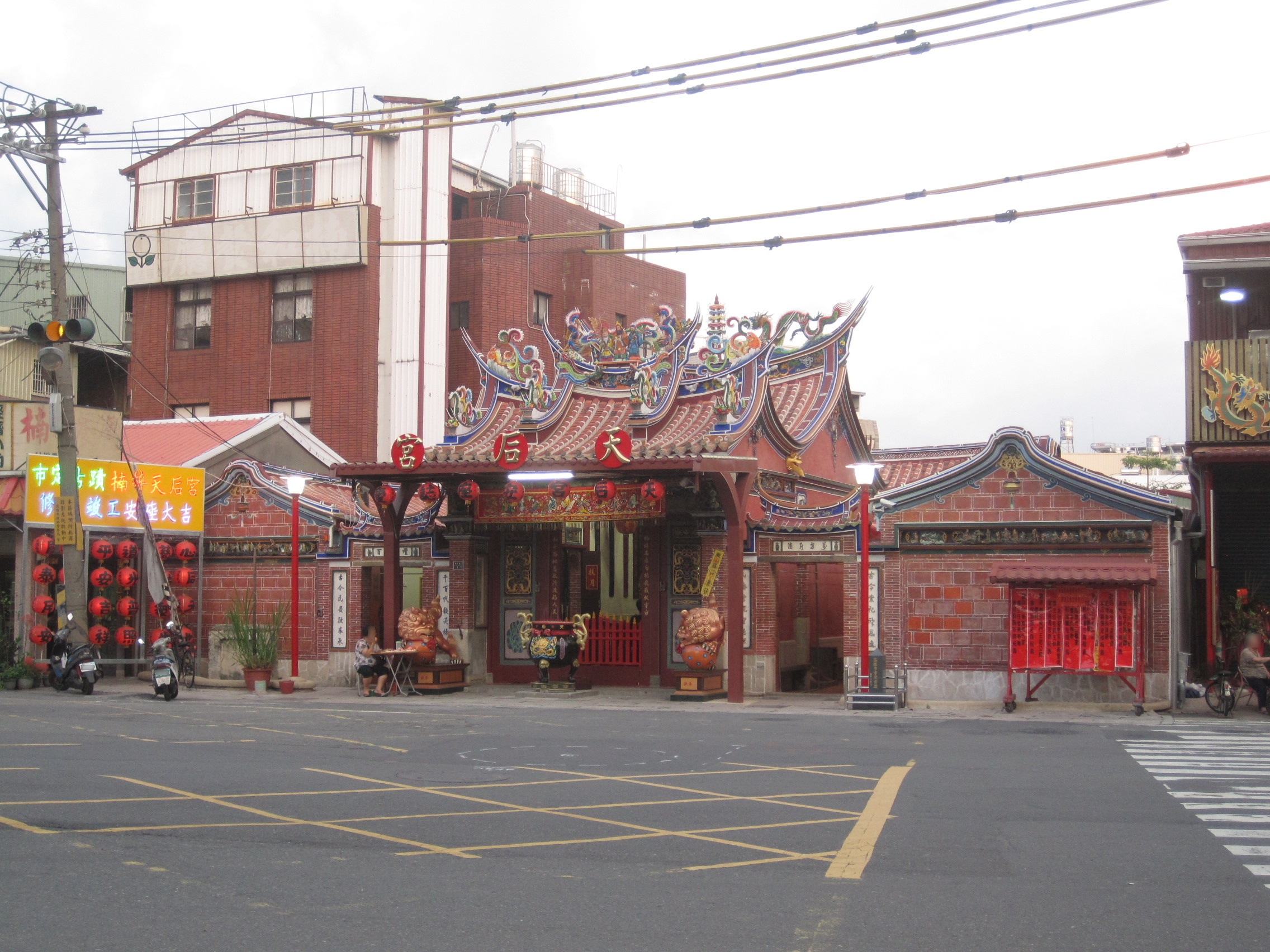
楠梓天后宮

- 楠梓天后宮（楠梓路1號）
- 楠梓代天府（楠梓西巷45之1號）
- 楠梓東門王爺廟（興楠路300號）
- 中埔代天府（建楠橫路2號）
- 土庫清福寺（土庫八街277巷8號）
- 芎蕉腳亙古堂（土庫北路16之1號）
- 車頭寮代天府（高楠公路1746號）
- 聖德宮（楠梓舊街15之1號）

#### 後勁地區
- 後勁聖雲宮（聖雲街129號）
- 後勁鳳屏宮（後勁東路22號）
- 後勁明修堂（後勁東路132巷15號）
- 後勁福德祠（後勁西路122號）
- 後勁南海堂（高峰街30巷17號）
- 後勁有應公廟（學專路372號）

#### 右昌地區
- 右昌元帥府（右昌1巷1號）
- 右昌三山國王府（盛昌街143巷7號）
- 右昌一甲福德廟（藍昌路136巷7號）
- 右昌三甲福德祠（廣昌街143號）
- 援中港代天府（德中路81巷55號）
- 援中港清水巖（德中路42號）
- 援中港旨龍宮（德中路162巷82之1號）
- 援中港聖母宮（德中路46巷8號之1號）
- 下鹽田仁壽宮（大學二十六街716號）
- 天文宮二王府（右昌街187巷192號）

### 佛教信仰
- 楠梓慈雲寺（楠梓新路309號）
- 佛光山宝华寺（藍昌路110號）
- 中台山普同精舍（德豐路115號）
- 善能精舍（廣昌街29巷22號）
- 復古寺（藍昌路136巷6號）
- 光照念佛會（宏毅二路北六巷56之1號）

### 基督宗教信仰
| 宗派                             | 教會（禮拜堂 / 聖堂） |
| -------------------------------- | --- |
| 天主教                           | 後勁聖若瑟堂、楠梓聖家堂、莒光聖保祿堂 |
| 路德宗（信義會）                 | 財團法人基督教台灣信義會後勁教會 |
| 歸正宗長老會（臺灣基督長老教會） | 右昌教會、中泰教會、惠民教會、援中教會、楠梓教會、德賢教會、保忠教會、屏山教會、昌源教會 |
| 循道宗（衛理會）                 | 中華基督教循理會莒光教會 |
| 召會                             | 高雄市召會（加昌路會所、土庫路會所、德民路會所） |
| 靈糧堂                           | 愛加倍恩惠靈糧堂 |
| 其他                             | 基督教宣道會（楠梓堂、右昌堂）、臺福基督教會左楠教會、臺灣聯合五旬節基督教會楠梓教會、拿撒勒人會利河伯教會、真耶穌教會（楠梓教會、莒光教會）、基督國度使命團新展教會、左營油廠基督教會、壽民路基督教會、中華基督教長會山宣總會泰雅教會、楠梓大使命教會、高雄豐盛生命教會、基督教光耀教會 |

## 夜市
- 後勁夜市：（週五、六）後昌路與加昌路交叉附近
- 楠都夜市：（週日） 楠梓車站前
- 右昌夜市：右昌元帥廟前廣場一帶
- 土庫夜市：（週四）土庫五路

## 外部連結
- 楠梓區公所 （页面存档备份，存于）
- 高雄市監理所 （页面存档备份，存于）
- 高雄少年法院 （页面存档备份，存于）
- 經濟部加工出口區管理處 （页面存档备份，存于）
- 高雄市楠梓區戶政事務所 （页面存档备份，存于）
- 高雄市楠梓區衛生所 （页面存档备份，存于）